# Front Litewsko-Białoruski

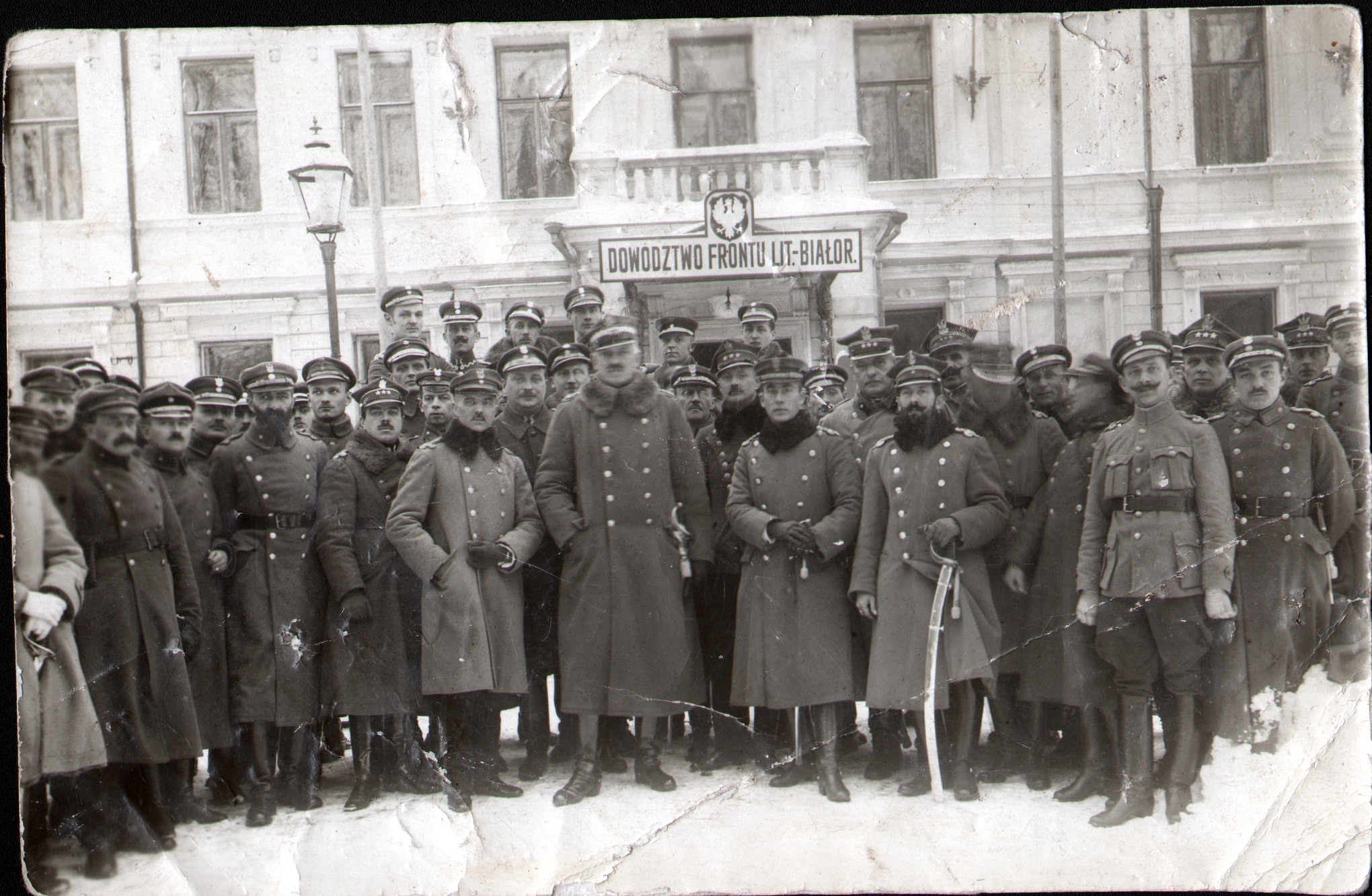
gen. por. Stanisław Szeptycki ze swoim sztabem zima 1920

Front Litewsko-Białoruski – związek operacyjny Wojska Polskiego utworzony w trakcie wojny polsko-bolszewickiej dyrektywą Wodza Naczelnego Józefa Piłsudskiego z 15 maja 1919.

## Historia
Po zwycięskiej wyprawie wileńskiej na terenach b. Wielkiego Księstwa Litewskiego operowały 4 grupy taktyczne: gen. Rydza Śmigłego, Mokrzeckiego, Lasockiego i płk Zarzyckiego. W związku z ogólną reorganizacją WP postanowiono je 15 maja 1919 zespolić we Front Litewsko-Białoruski pod dowództwem generała Stanisława Szeptyckiego, którego zadaniem miało być wprowadzenie w życie koncepcji federalistycznej, czyli utworzenia niepodległych Litwy i Białorusi, które miały być buforem między II RP a ZSRR.

### Ofensywa letnia w 1919
Reorganizacja wojsk nie przyniosła ożywienia na froncie polsko-radzieckim. Spowodowane było to zagrożeniem wojną polsko-niemiecką, próbą rozstrzygnięcia konfliktu z Ukrainą oraz ofensywą Denikina. W wyniku tego jednostki po obu stronach nie mogły zostać wzmocnione i doszło jedynie do niewielkich starć pod Czartoryskiem, Radziwiłłowem i Rafałówką z sowiecką Litewsko-Białoruską Armią Radziecką.
Dopiero po podpisaniu traktatu pokojowego przez Niemcy oraz wyparciu wojsk zachodnioukraińskich za Zbrucz doszło do ofensywy polskiej, rozpoczętej 1 lipca. Wówczas 2 DPLeg. uderzyła z Bogdanowa na Wilejkę z zamiarem oskrzydlenia zgrupowania radzieckiego w Mołodecznie, atakowanego przez polskie lotnictwo. Stawiało ono jednak silny opór, choć wycofało się 4 lipca na Połock i Mińsk. Wtedy po raz pierwszy pojawiła się okazja oskrzydlenia wojsk sowieckich w Mińsku, lecz front miał wówczas do tej operacji za małe siły, więc działania w tym rejonie ustały.
W drugiej dekadzie lipca część Dywizji Litewsko-Białoruskiej pod dowództwem gen. Lasockiego próbowała zdobyć wyjście z Puszczy Nalibockiej, w wyniku czego między nią a 2 DPLeg. wytworzyła się luka, w którą w połowie lipca uderzyły wojska radzieckie. Zagrażało to prawemu skrzydłu 2 Dywizji, więc przesunięto na północ oddziały Lasockiego i ściągnięto posiłki znad linii demarkacyjnej z Litwą. Niebezpieczeństwo to zmusiło Naczelne Dowództwo WP to wzmocnienia z końcem lipca sił frontu 8 Dywizją Piechoty z Frontu Mazowieckiego i grupą gen. Konarzewskiego z Frontu Wielkopolskiego (był to dopiero początek transportu wojsk z zachodniej granicy na wschodnią, który apogeum osiągnął w sierpniu).
W ostatniej dekadzie lipca gen. Szeptyckiemu podporządkowano też Grupę Poleską.
W związku z tym na początku sierpnia rozpoczęła się tzw. operacja mińska.

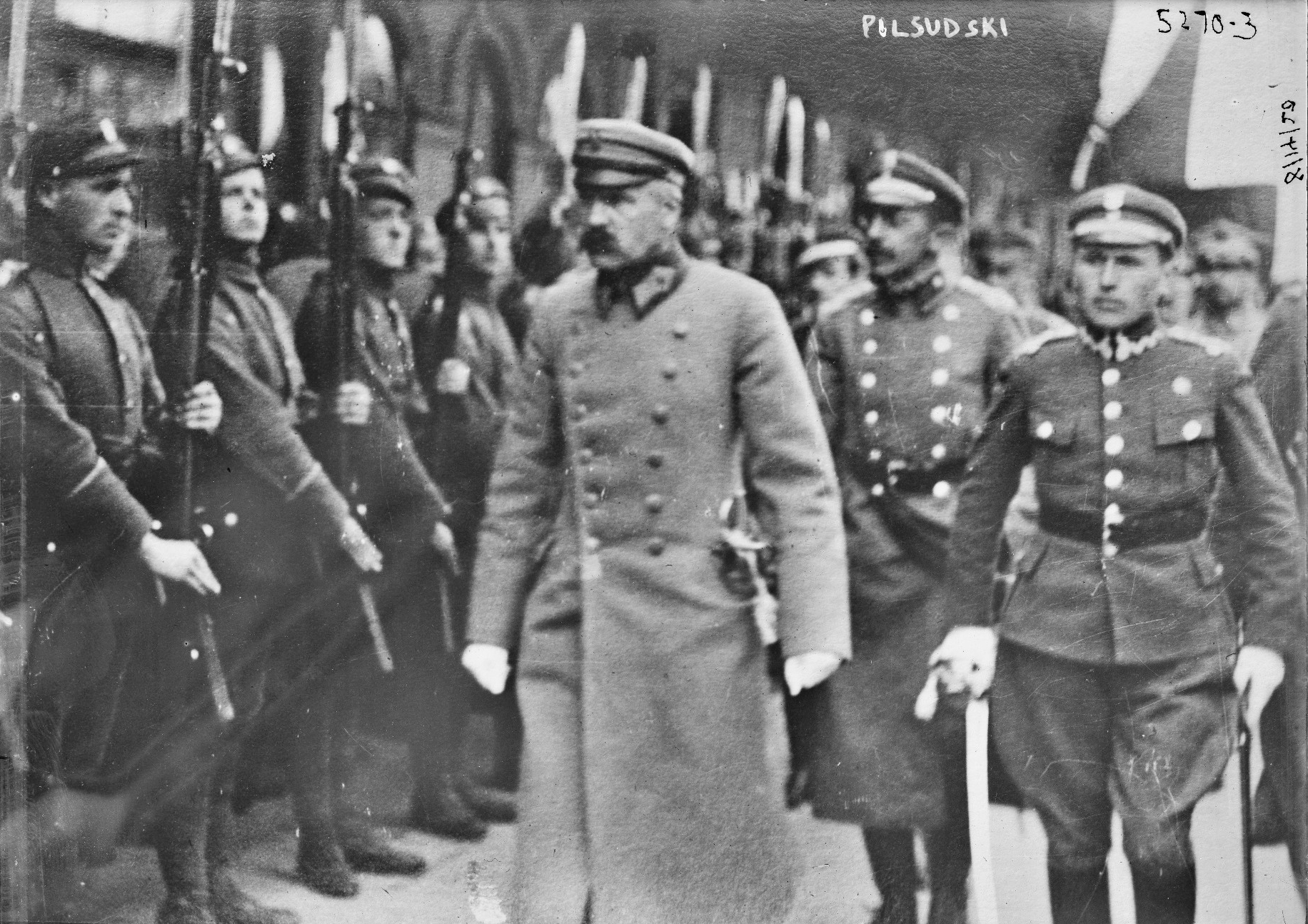
Józef Piłsudski w Mińsku 1919

Polegała ona na okrążeniu Mińska przez zgrupowanie północne (2 DPLeg., 1 DSW), wspierane przez 1 pułk Ułanów Wielkopolskich mający zdobyć Borysów i odciąć drogę odwrotu wojskom sowieckim, oraz południowe (1 DLB, 9 DP). Z kolei z Rakowa uderzyć na Kojdanów miała grupa Lasockiego. W wyniku tych działań WP (po zażartych walkach) 8 sierpnia wkroczyło do Mińska.
Pokonana Armia Czerwona próbowała utrzymać Borysów nad Berezyną, jednak 2 Dywizja Piechoty zdobyła miasto i tym samym przyczółek nad rzeką. Tymczasem 1 DSW (dawna grupa Konarzewskiego) po pokonaniu wycofującego się spod Mińska zgrupowania radzieckiego w Ihumeniu 28 sierpnia zdobyła (wraz z 1 Pułkiem Czołgów) twierdzę Bobrujsk. Także 1 Dywizja Litewsko-Białoruska doszła do Berezyny, z wyjątkiem grupy gen. Mokrzyckiego która miała utrzymać łączność z zaliczaną od 14 sierpnia w skład Frontu 9 Dywizją Piechoty (Grupą Poleską). W tym czasie wojska frontu wsparły powstanie sejneńskie, staczając kilka potyczek z wojskami litewskimi. Utarczki na linii demarkacyjnej, powodowane chęcią odzyskania przez Litwinów Wilna, trwały do lata 1920 roku, kiedy to przerodziły się w regularne działania zbrojne.
We wrześniu na północnym skrzydle 8 DP ruszyła na Lepel i Połock a grupa gen. Rydza-Śmigłego (1 DPLeg. i 1 BJ) na Dryssę i Dyneburg. W roli ich przeciwników występowały 15. (dawna Łotewska) i 16 Armia (dawna Zachodnia). Doszło do całomiesięcznych walk na linii Dyneburg-Połock, zakończonych osiągnięciem Dryssy oraz wyparciem sowietów za Dźwinę i tym samym zwycięstwem polskim. W połowie października nastąpił kontratak 15 Armii, zakończony odwrotem 8 Dywizji nad Autę. Dopiero po przybyciu posiłków (z dywizji: 1 oraz 3 legionowe i 1 Litewsko-Białoruskiej) i wielodniowych walkach wojska polskie wróciły na poprzednie pozycje. Wówczas siły dowodzonego przez generała Stanisława Szeptyckiego Frontu po przybyciu posiłków wyglądały następująco:
| Dowódca                   | Skład                     | Pozycje               |
| ------------------------- | ------------------------- | --------------------- |
| gen. ppor. E. Rydz-Śmigły | 1 DPLeg., 3 DPLeg., 1 BJ  | Dyneburg-Druja        |
| gen. ppor. J. Lasocki     | 1 DLB, 8 DP               | Berezyna-Druja        |
| gen. ppor. L. Żeligowski  | 1 DSW/14 DP, 2 DPLeg.     | Berezyna              |
| gen. ppor. A. Listowski   | 9 DP, 2 BJ                | Ptycz                 |
| gen. ppor. G. Zygadłowicz | 2 DLit-Biał., 6 DP, 10 DP | Odwód (Grodno, Wilno) |

### Wyprawa dyneburska w 1920

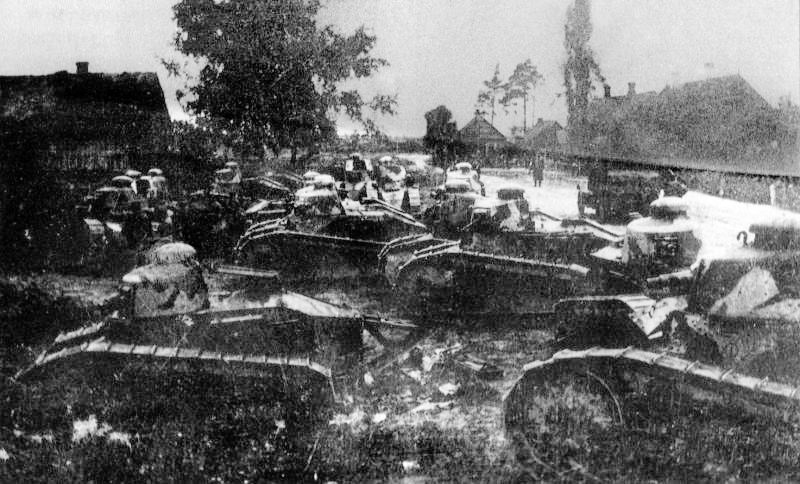
FT-17 1 Pułku Czołgów pod Dyneburgiem

Pierwszą kampanią WP w 1920 było wyzwolenie Dyneburga (wraz z wojskiem łotewskim), które przygotowywane było już od grudnia. Udział w niej miało wziąć 30 tys. żołnierzy polskich (1 DPLeg., 3 DPLeg. i 1 pcz) oraz 10 tys. łotewskich. Dowódcą całej akcji był gen. ppor. Edward Rydz-Śmigły. Akcji nadano nazwę Operacja „Zima”, a rozpoczęła się 3 stycznia, co przy mrozie 25 °C i gwałtownych śniegach umożliwiło forsowanie Dźwiny po lodzie. Po krótkich i zażartych walkach oddziały polskie zajęły Dyneburg, z wyjątkiem części 1 Dywizji Legionów, która na północy w Wyszkach odpierała ataki odsieczy radzieckiej. Następnie wojska polsko-łotewskie kontynuowały działania, osiągając 25 stycznia linię Dryssa-Jezioro Oświejskie, od kiedy to jednostki polskie zostały stopniowo zastępowane przez łotewskie, z wyjątkiem dyneburskiej cytadeli, z której Polacy wycofali się dopiero w lipcu.

### Wyprawa kijowska w 1920

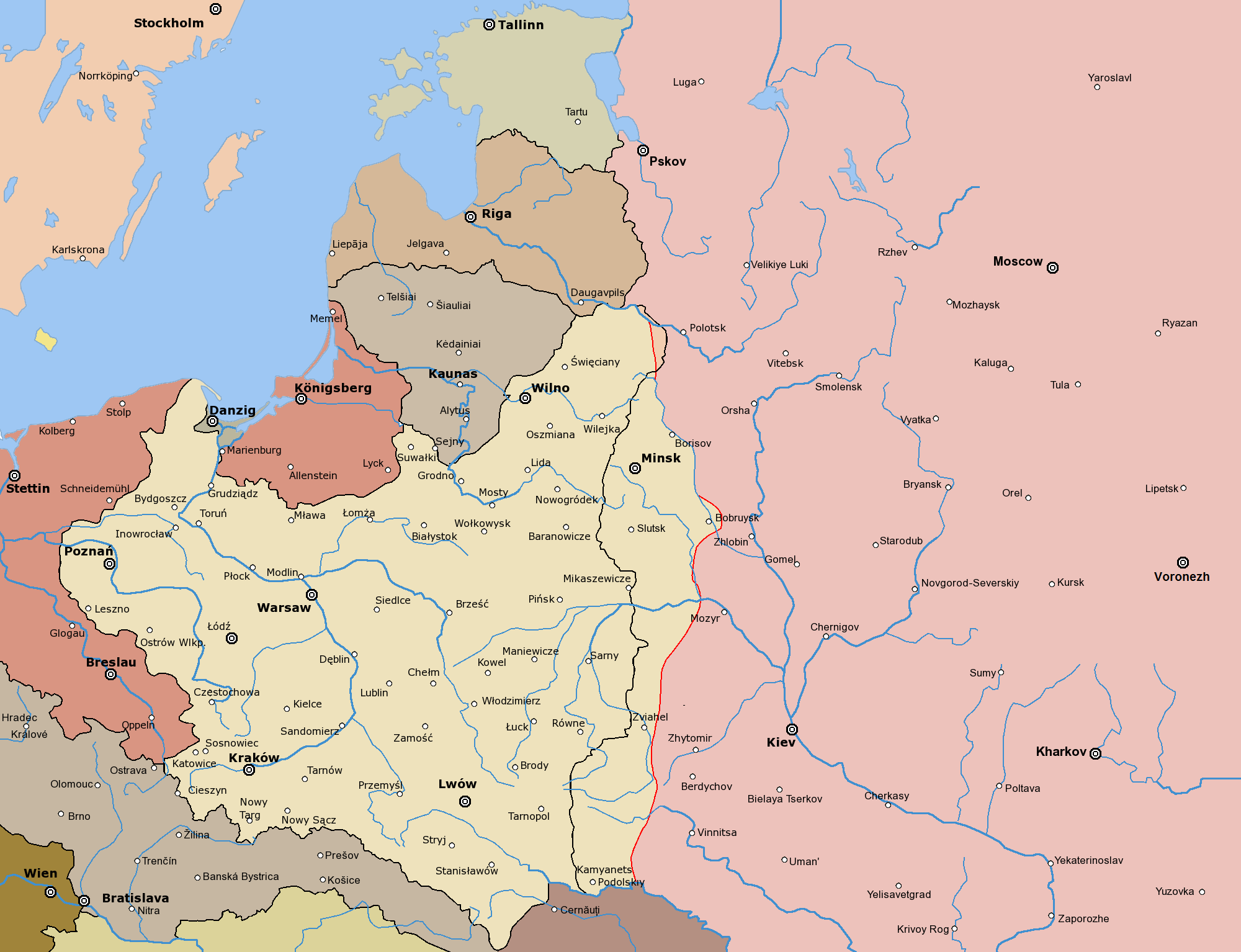
Linia frontu po wyprawie dyneburskiej

28 stycznia Rada Komisarzy Ludowych zgłosiła chęć rozmów pokojowych, lecz wywiad polski zaobserwował koncentrację sił radzieckich przy linii frontu. W związku z tym Naczelne Dowództwo WP zaplanowało nową operacją zaczepną, tzw. wyprawę kijowską. Początkowa (operacja mozyrska) faza miała rozgrywać się na Polesiu. W tym celu 9 DP wzmocniły: II BJ, pułk piechoty oraz 20 dział, czyli razem dywizja liczyła 6100 piechurów i 400 kawalerzystów. 5 marca znad Uboreci ruszyły 2 uderzenia polskie: piechoty na Mozyrz, jazdy na Barbarów (oba miasta opanowano tego samego dnia) oraz znad Ptyczy uderzenia pomocnicze na Kalinkowicze (zajęte 6 marca). Siły radzieckie reprezentowane tu były przez 57 i część 47 DS. 7 marca 9 Dywizja zaczęła umacnianie swoich pozycji, a 8 marca zajęła Rzeczycę. Następnie siły radzieckie (10, 17 i 57 DS) 4 razy (16 marca, 30 marca-3 kwietnia, 6 kwietnia i 15 kwietnia) nieudanie kontratakowały. Jedynym ich sukcesem było zdobycie 15 marca Rzeczycy, odbitej 10 maja. Był to początek operacji kijowskiej, lecz ostatni akord działań Frontu, ponieważ w związku z kolejną reorganizacją WP (rozkazem NDWP nr 1940/I z 7 marca) 23 marca wszystkie fronty rozwiązano, a jednostki podległe gen. Szeptyckiemu weszły w skład następujących armii (stan z maja):
| Dowódca                   | Armia   | Skład                              |
| ------------------------- | ------- | ---------------------------------- |
| gen. ppor. S. Majewski    | 1 Armia | 1 DLB, 8 DP, 1 BJ                  |
| gen. broni S. Szeptycki   | 4 Armia | 2 DPLeg., 9 DP, 14 DP, 17 DP, 2 BJ |
| gen. ppor. G. Zygadłowicz | 7 Armia | 2 DLit-Biał, 6 DP, 10 DP           |

Dowództwo 4 Armii powstało w oparciu o odpowiednio zredukowany sztab Frontu Litewsko-Białoruskiego, dowództwo 1 Armii w oparciu o dowództwo Frontu Pomorskiego, a dowództwo 7 Armii w oparciu o dowództwo Grupy Operacyjnej gen. Żeligowskiego.
W trakcie I ofensywy Tuchaczewskiego z tych związków 17 maja utworzono Front gen. Szeptyckiego.

## Ordre de Bataille
Stan na dzień 15 sierpnia 1919
- Kwatera Główna Frontu Litewsko-Białoruskiego
- Dywizja Litewsko-Białoruska
- 1 Dywizja Piechoty Legionów
- 2 Dywizja Piechoty Legionów
- 9 Dywizja Piechoty
- 2 Brygada Strzelców Wielkopolskich
- XVI Kombinowana Brygada Piechoty (21 i 33 pp)
- Suwalski pułk piechoty
- 1 Brygada Jazdy
- 2 Brygada Jazdy
- I Grupa Lotnicza
- Dowództwo Twierdzy Grodno
- 3 i 4 kompania II batalionu saperów
- 3 i 4 kompania III batalionu saperów
- III batalion Wojsk Kolejowych
- IV batalion Wojsk Kolejowych
- Pociąg Pancerny nr 2 „Piłsudczyk”
- Pociąg Pancerny nr 2 „Śmiały”
- Pociąg Pancerny „Śmiały” (szeroki)
- I Warszawski batalion etapowy w Brześciu
- I Warszawski batalion etapowy
- II Kielecki batalion etapowy
- I Krakowski batalion etapowy
- II Krakowski batalion etapowy w Brześciu
- IV Krakowski batalion etapowy
- IV Lwowski batalion etapowy
- IV Łódzki batalion etapowy
- baon straży kolejowej
- Oddział Sztabowy
- Ekspozytura Żandarmerii Polowej Frontu Litewsko-Białoruskiego
- kompania telegraficzna
- Poczta Polowa nr 26
- Szpital Polowy nr 15

15 sierpnia 1919 roku stan żywionych, łącznie z formacjami zapasowymi Dywizji Litewsko-Białoruskiej i formacjami etapowymi frontu, wynosił 2012 oficerów i 74.440 żołnierzy oraz 15.335 koni.
Zmiany w OdeB
- 8 Dywizja Piechoty (od sierpnia)
- 1 Dywizja Strzelców Wielkopolskich/14 Dywizja Piechoty (od sierpnia)
- 1 Pułk Czołgów (od sierpnia)
- 3 Dywizja Piechoty Legionów (od października)
- 6 Dywizja Piechoty (od października)
- 10 Dywizja Piechoty (od października)

Łącznie:
- ok. 60 000 żołnierzy (zima 1919/1920)[6]

## Obsada personalna dowództwa
Dowódca frontu
- gen. por. Stanisław Szeptycki (1919–1920)

Szefowie sztabu
- płk SG Jan Thullie (1919)
- płk SG Eugeniusz Tinz (1920)

Oficerowie dowództwa
- szef sanitarny – gen. ppor. lek. Aleksander Bernatowicz

## Wyposażenie
Wojska Frontu formowały się głównie na terenach pod dawną okupacją niemiecką, więc posiadały przede wszystkim wyposażenie tamtejszej produkcji. Dodatkowym źródłem zaopatrzenia były magazyny Ober-Ostu w Brześciu Litewskim, Białymstoku i Grodnie oraz sprzęt zdobyczny powstańców wielkopolskich oraz własnych oddziałów. Zaś od 1919 zaczęto używać amerykańskich mundurów z demobilu oraz produkcji krajowej w kolorze khaki.
Ponieważ w WP używano wówczas wiele typów różnych broni, w poniższym wykazie znajdą się tylko te najczęściej używane.
- karabiny powtarzalne: Mauser wz. 98, Mosin wz. 91
- karabiny maszynowe: Maxim wz. 08, Maxim wz. 08/15, Maxim wz. 10
- działa 76 mm wz. 1902
- czołgi Renault FT-17
- samoloty: Albatros B.II, Hannover Roland CL.II, Salmson 2